# Iepenmos
Iepenmos (Zygodon) is een geslacht van topkapselmossen uit de haarmutsfamilie (Orthotrichaceae). 

## Soorten
Soorten die in Nederland voorkomen zijn:
- Zygodon catarinoi (vingertjesiepenmos)
- Zygodon conoideus (staafjesiepenmos)
- Zygodon dentatus (getand iepenmos)
- Zygodon rupestris (parkiepenmos)
- Zygodon viridissimus (echt iepenmos)